# Heubach (Badenia-Wirtembergia)
Heubach – miasto w Niemczech, w kraju związkowym Badenia-Wirtembergia, w rejencji Stuttgart, w regionie Ostwürttemberg, w powiecie Ostalbkreis, siedziba związku gmin Rosenstein. Leży na przedpolu Jury szwabskiej, ok. 15 km na południowy zachód od Aalen.

## Współpraca
Miejscowości partnerskie:
- Andéramboukane, Mali
- Lauscha, Turyngia
- Laxou, Francja
- Waidhofen an der Thaya, Austria